# Berberis calamicaulis
Berberis calamicaulis är en berberisväxtart. Berberis calamicaulis ingår i släktet berberisar, och familjen berberisväxter.

## Underarter
Arten delas in i följande underarter:
- B. c. calamicaulis
- B. c. kingdon-wardiana